# Zvezda (sura)
Zvezda (arabsko An-Najm) je 53. sura (poglavje) v Koranu, ki jo sestavlja 62 ajatov (verzov). Je meška sura.
Med opravljanjem molitve (salata oz. namaza) pri tej suri verniki opravijo 2 ruku'jev (priklonov).